# Адхезия
Адхезия (на латински: adhaesio), на български слепване, е физична сила на привличане между градивните частици на различни вещества. Това привличане се обуславя от междумолекулни взаимодействия (например сили на Ван дер Ваалс). Понякога адхезията може да се окаже по-силна от кохезията.
При триене на повърхности с ниска адхезия, коефициентът на триене е минимален, например при тефлона. Някои материали, които имат слоеста кристална решетка и едновременно с това ниска кохезия и адхезия, се използват за твърди смазочни материали.
Адхезията определя действието на лепилата.
В биологията съществува клетъчна адхезия, при която клетките не само прилепват една към друга, но и образуват характерни структури. 